# 毫不認輸Congratulation
《毫不認輸Congratulation》（日语：負け惜しみコングラチュレーション）是SDN48第5張的單曲，也是最后解散前最后一张单曲。於2012年3月7日由Universal Music LLC發售。

## 概要
本作的廣告標語是「恭喜。再見。謝謝。」（おめでとう。さようなら。ありがとう。）
本作分為通常盤Type A、Type B以及劇場盤的3種形式發售。
因為全體SDN48成員於2012年3月31日畢業，本作成為當時成員的最後一張單曲。
A面曲《毫不認輸Congratulation》的PV中，除了SDN48全體成員外，還有AKB48的柏木由紀和AKB48劇場的經理戶賀崎智信參與演出。
2012年3月19日（2012年3月5日－3月12日）的Oricon公信榜中，得到週間第2位，為SDN48獲得的最高排名。

## 收錄曲

### Type A
封面写真（表）：大堀恵、小原春香、佐藤由加理、芹那、野呂佳代、藤社優美

CD
1. 毫不認輸Congratulation（負け惜しみコングラチュレーション）
（作詞：秋元康，作曲：平隆介，編曲：生田真心）
2. クリクリ - Under Girls A
（作詞：秋元康，作曲、編曲：RED APPLE、RED COOL）
3. 崇尚奈津子（上からナツコ） - Under Girls B
（作詞：秋元康，作曲：川浦正大，編曲：生田真心）
改編自AKB48的《崇尚麻里子》，歌詞除了「麻里子（マリコ）」的部分改為「奈津子（ナツコ）」外，跟原曲相同。
4. 毫不認輸Congratulation（off vocal）
5. クリクリ（off vocal）
6. 崇尚奈津子 （off vocal）

DVD
1. 毫不認輸Congratulation MUSIC VIDEO
2. クリクリ MUSIC VIDEO
3. 崇尚奈津子 MUSIC VIDEO
4. レコーディング&MVメイキング映像（Type A version）
5. SDN48公演 3分映像傑作選（Type A version）

特典（只限初回部分）
- 全国握手会活動参加券封入

### Type B
封面写真（表）：穐田和恵、梅田悠、浦野一美、小原春香、佐藤由加理、芹那

1. 毫不認輸Congratulation
2. クリクリ
3. 終わらないアンコール
（作詞：秋元康，作曲：川浦正大，編曲：野中“まさ”雄一）
4. 毫不認輸Congratulation（off vocal）
5. クリクリ（off vocal）
6. 終わらないアンコール （off vocal）

DVD
1. 毫不認輸Congratulation MUSIC VIDEO
2. クリクリ MUSIC VIDEO
3. 終わらないアンコール MUSIC VIDEO
4. レコーディング&MVメイキング映像（Type B version）
5. SDN48公演 3分映像傑作選（Type B version）

特典（只限初回部分）
- 全国握手会活動参加券封入

### 劇場盤
1. 毫不認輸Congratulation
2. クリクリ
3. 崇尚奈津子
4. 終わらないアンコール

特典
- 劇場盤 発売記念握手会 参加券

## 選抜成員

### 毫不認輸Congratulation
（粗字是中心成員）
- 1期生：穐田和惠、梅田悠、浦野一美、大堀恵、加藤雅美、河内麻沙美、小原春香、佐藤由加理、芹那、野呂佳代
- 2期生：木本夕貴、藤社優美
梅田、木本、藤社是第3張單曲《MIN·MIN·MIN》以来再次成為選抜成員。加藤、河内則是第2張單曲《請給我愛》以来再次成為選抜成員。前作的選抜成員中，只有KONAN被篩走。

### 滴溜
「Under Girls A」名義 （粗字是Center）
- 1期生：近藤さや香、陳屈、畠山智妃
- 2期生：相川友希、亞希子、伊東愛、KONAN、たかはしゆい、津田麻莉奈、福田朱子
- 3期生：光上せあら、戶島花

### 崇尚奈津子
「Under Girls B」名義 （粗字是Center）
- 1期生：今吉めぐみ、大河内美紗、甲斐田樹里、手束真知子、なちゅ、西国原礼子、三ツ井裕美
- 2期生：大山愛未、奈津子、細田海友、松島瑠美
- 3期生：駒谷仁美、尻無浜冴美、シヨン、miray

### 安可並沒有結束
- 發售時的SDN48全體成員

## 備註
1. ↑  （日語）. Oricon. 2012-02-10  [2012-03-29].
2. ↑  （日語）. Oricon. 2012-03-13  [2012-04-04].

## 外部連結
- Universal Music LLC內特設網站 （页面存档备份，存于）